# Trolleybus van Boedapest
De trolleybus van Boedapest is het trolleybusnetwerk van de Hongaarse hoofdstad Boedapest. Het is het grootste en oudste trolleybusnet van het land en wordt uitgebaat door de naamloze vennootschap Budapesti Közlekedési (BKV). Het net kwam in dienst in 1933 en werd na de Tweede Wereldoorlog in 1949 volledig heropgestart als onderdeel van het openbaarvervoernetwerk dat verder bestaat uit de in 1866 geopende tram van Boedapest, de in 1896 geopende metro van Boedapest, de voorstedelijke spoorlijnen van de Budapesti Helyiérdekű Vasút en de stedelijke autobuslijnen.

## Geschiedenis
De eerste trolleybuslijn was 2,7 kilometer lang en bediende vanaf 16 december 1933 de wijk Óbuda op de rechteroever van de Donau. De lijn verbond Vörösvári út – het huidige eindpunt van tramlijnen 1 en 17 - met de begraafplaats van Óbuda. Op het knooppunt met de tram bevond zich een kleine stelplaats voor de oorspronkelijk drie trolleybussen. Het traject werd eerder op 5 juni 1927 in dienst genomen als buslijn 7 en bij de elektrificatie ervan werd het lijnnummer behouden. Pas in 1935 volgde de hernummering tot lijn T, afgeleid van de Hongaarse aanduiding trolibusz. Op 21 september 1944 werd de trolleybuslijn slachtoffer van de Tweede Wereldoorlog en nadien niet meer heraangelegd. Het was het trambedrijf BSzK dat toen verantwoordelijk was voor de trolleybusexploitatie terwijl het autobusnet uitgebaat werd door het bedrijf SzAÜ.
De eerste lijn van het huidige net in het stadsdeel Pest op de linkeroever van de Donau) kwam op 21 december 1949 in dienst als lijn 70. De exploitatie kwam opnieuw in handen van het trambedrijf dat vanaf 1950 opereerde onder de naam FVV. Pas in 1967 kwamen alle stedelijke vervoermodi onder de hoede van hetzelfde bedrijf. In de naoorlogse periode werd het net geleidelijk aan uitgebreid maar de trolleybus stak op geen enkele plaats de Donau over. Lijn 83 in het Zuiden van de stad neemt een bijzondere plaats in gezien deze enkel met de rest van het net en de stelplaats Pongrác middels een bovenleiding zonder regulier verkeer.

## Net

Het in Boedepest gebruikelijke trolleybussymbool

Het trolleybusnet van Boedapest telt 15 lijnen. De beide lijnen met een A in het lijnnummer zijn een verkort traject van de langere lijn zonder A maar in het geval van lijn 82/82A is lijn 82A wel de hoofdlijn.
| Lijn | Traject                                                |
| ---- | ------------------------------------------------------ |
| 70   | Erzsébet királyné útja, aluljáró – Kossuth Lajos tér M |
| 72   | Zugló vasútállomás (Hermina út) – Orczy tér            |
| 73   | Keleti pályaudvar M – Nyugati pályaudvar M             |
| 74   | Csáktornya park – Károly körút (Astoria M)             |
| 74A  | Csáktornya park – Mexikói út M                         |
| 75   | Puskás Ferenc Stadion M – Jászai Mari tér              |
| 76   | Keleti pályaudvar M – Jászai Mari tér                  |
| 77   | Puskás Ferenc Stadion M – Öv utca / Egressy út         |
| 78   | Keleti pályaudvar M (Garay utca) – Kossuth Lajos tér M |
| 79   | Keleti pályaudvar M – Dagály utcai lakótelep           |
| 80   | Keleti pályaudvar M – Örs vezér tere M+H               |
| 81   | Örs vezér tere M+H – Fischer István utca               |
| 82   | Örs vezér tere M+H – Mexikói út M                      |
| 82A  | Örs vezér tere M+H – Uzsoki Utcai Kórház               |
| 83   | Népliget M – Fővám tér M                               |

## Voertuigen

### Voormalige voertuigen
|  | Nummers              | Aantal | Fabrikant            | Elektrisch gedeelte  | Type     | Soort        | Levering  | Opmerkingen |
|  | -------------------- | ------ | -------------------- | -------------------- | -------- | ------------ | --------- | --- |
|  | T100, T471           | 02     | Ganz                 | Ganz                 |          | Standaardbus | 1933      | T100 later vernummerd tot T 470, beide uit dienst in 1955                                                           |
|  | T472                 | 01     | MÁVAG                | BBC                  |          | Standaardbus | 1933      | Later vernummerd tot T480, uit dienst in 1955                                                                       |
|  | T100–T152            | 053    | Sawod imeni Urizkogo | Sawod imeni Urizkogo | MTB-82   | Standaardbus | 1949–1952 | Uit dienst tussen 1956 en 1967                                                                                      |
|  | T200–T356            | 157    | Ikarus               | Ganz                 | IK-60T   | Standaardbus | 1952–1956 | Uit dienst tussen 1967 en 1975                                                                                      |
|  | TP000–TP054, 955–958 | 059    | ÁMG Székesfehérvár   | –                    |          | Aanhangwagen | 1960–1963 | Uit dienst tussen 1965 en 1968                                                                                      |
|  | T400                 | 01     | Ikarus               | Ganz                 | IK-60TCS | Gelede bus   | 1961      | Prototype met dubbele achteras, omgebouwd vanuit een standaardbus T-283 en een standaardautobus, in 1967 uit dienst |
|  | 401–453              | 053    | Ikarus               | Ganz                 | IK-60TCS | Gelede bus   | 1962–1964 | Laatste uit dienst in 1976                                                                                          |
|  | 500–599              | 100    | Sawod imeni Urizkogo | Sawod imeni Urizkogo | ZiU-5    | Standaardbus | 1966–1969 | Uit dienst tussen 1975 en 1982, voertuig 573 bewaard als museumbus                                                  |
|  | 600                  | 01     | Ikarus               | Ganz                 | 260T     | Standaardbus | 1976      | Prototype van het bouwjaar 1974, in dienst tot 1995, bewaard voor het museum                                        |
|  | 800–972              | 173    | Sawod imeni Urizkogo | Sawod imeni Urizkogo | ZiU-682  | Standaardbus | 1975–1984 | Laatste uit dienst genomen in december 2012                                                                         |
|  | 100–178              | 079    | Ikarus               | Ganz                 | 280T     | Gelede bus   | 1976–1978 | Uit dienst tussen 1986 en 1995                                                                                      |
|  | 300                  | 01     | Ikarus               | Ganz                 | 280T     | Gelede bus   | 1981      | Tweemotorig prototype met Voith-transmissie,                                                                        |
|  | 198                  | 01     | Ikarus / Strømberg   | Ganz                 | 284T     | Gelede bus   | nach 1990 | Bouwjaar 1983/84, prototype met drie deuren met motor achteraan                                                     |

### Huidige voertuigen
|  | Nummers   | Aantal | Fabrikant          | Elektrisch gedeelte | Type                     | Soort      | Levering  | Lagevloer | Opmerkingen                                                                          |
|  | --------- | ------ | ------------------ | ------------------- | ------------------------ | ---------- | --------- | --------- | ------------------------------------------------------------------------------------ |
|  | 199–282   | 84     | Ikarus             | Ganz                | 280T                     | Gelede bus | 1987-1990 | neen      | Prototype 199 later vernummerd tot 283                                               |
|  | 400       | 1      | Ikarus             | Kiepe               | 411T                     | Standaard  | 2001      | ja        | Prototype bouwjaar 1995, oorspronkelijk demonstratievoertuig van de fabrikant        |
|  | 700–714   | 15     | Ikarus             | Kiepe               | 412T                     | Standaard  | 2002      | ja        |                                                                                      |
|  | 300–314   | 15     | Ikarus             | Kiepe               | 435T                     | Gelede bus | 1994-1996 | neen      |                                                                                      |
|  | 601–616   | 16     | Solaris            | Ganz / Škoda        | Trollino 12              | Standaard  | 2005-2007 | ja        |                                                                                      |
|  | 350–364   | 15     | MAN / Gräf & Stift | Kiepe               | NGE 152 MM17 NGE 152 M18 | Gelede bus | 2011-2012 | ja        | Tweedehands overgenomen van het trolleybusbedrijf van Eberswalde, bouwjaar 1993-1994 |
|  | 8000–8019 | 20     | Solaris / Škoda    | Škoda               | Trollino 12              | Standaard  | 2015      | ja        |                                                                                      |
|  | 9000–9015 | 16     | Solaris / Škoda    | Škoda               | Trollino 18              | Gelede bus | 2015      | ja        |                                                                                      |